# تيودور رشتوني
تيودور أو تيودوروس رشتوني (الأرمنية القديمة: Թէոդորոս Ռշտունի, رومنة: T῾ēodoros Ṙštuni، ‎hy‏؛ AD 590–655 أو 656)، وهو يعادل باسانياثيس (الإغريقية القديمة: Πασαγνάθης)، "بطريرك الأرمن" من سجلات ثيوفان المعترف، كان نخارارًا (أي قطبًا) أرمنيًّا، اشتهر بمقاومته للغزوات العربية الأولى لأرمينيا. بعد الإطاحة بالإشخان (أي الأمير) السابق ديفيد ساهاروني [الإنجليزية] على يد آخرين تولوا منصب النخارار لقد أصبح رشتوني في عام 638 أو 640 الأمير القائد لأرمينيا البيزنطية تحت نفس لقب سلفه، "أمير أرمينيا" (ishkhan hayots’).

## الغزوات العربية
إن التسلسل الزمني للغزو العربي الإسلامي لأرمينيا غير واضح، حيث تقدم المصادر العربية والأرمنية روايات متناقضة، مع القليل من الوضوح فقط فيما يتعلق ببدء الهجوم في أربعينيات القرن السابع، واستسلام تيودور رشتوني في عام 653م.
قبل الغزوات العربية، تم تعيين رشتوني قائدًا عامًّا للقوات الأرمنية في أرمينيا الفارسية وصار مرزبان أرمينيا في عام 634م.
دافع رشتوني، إلى جانب الجنرال البيزنطي بروكوبيوس القيسراني، ضد الهجوم العربي الأول غير الناجح على أرمينيا في عام 640م. كما أدت المناورة الخاطئة إلى تمكين العرب من نهب عاصمة دفين وأسر 35 ألفًا من سكانها كعبيد. ومع ذلك، في عام 641م، اتبع الإمبراطور البيزنطي قسطنطين الثاني نصيحة الجاثليق الأرمني نرسيس الثالث، وجعل تيودور قائدًا أعلى للقوات الأرمنية ومنحه لقب باتريكيوس. لقد حقق انتصارًا على العرب، مما أدى إلى اعتراف قسطنطين الثاني به حاكمًا لأرمينيا في عام 643، لكنه فشل في التنسيق مع جيش ثانٍ بقيادة بروكوبيوس، الذي عانى من هزيمة قاسية ألقى البيزنطيون اللوم فيها على تيودور.
كان العرب من أتروباتين (التي تقع جغرافيًّا في نفس المنطقة التي تقع فيها أذربيجان الحديثة) هم الذين هاجموا في عامي 643/642م و650م. أَولى قسطنطين اهتمامًا خاصًا لوطن أهله المهدد في أرمينيا، وكان يفضل الجنرالات البيزنطيين من أصل أرمني لوقف التقدم العربي. في مواجهة الخسارة الوشيكة للمقاطعة، سار إلى الداخل، وقضى شتاء العام 653/652م في دفين، وعاد إلى القسطنطينية في العام التالي بعد أن ترك جيشًا في مكانه. انهار السلام الذي دام ثلاث سنوات مع العرب في عام 653م، تلا ذلك الفتح العربي النهائي في عام 654م.
حاول قسطنطين فرض العقائد الخلقيدونية، مثل مونوثيليتية، على الأرمن، وهو ما أثار استياء رجال الدين والنخب الحاكمة على حد سواء. وعندما تمكن المسلمون من هزيمة القوات البيزنطية المتبقية في عام 653، شارك رشتوني في طرد البيزنطيين واعترف مرة أخرى بالسيادة الإسلامية بشروط مُرضية للغاية. لقد أدت الهدنة التي عقدها تيودور مع حاكم بلاد الشام آنذاك والخليفة المستقبلي معاوية بن أبي سفيان إلى منح أرمينيا مستوًى مرتفعًا نسبيًّا من الحكم الذاتي، وهذا ما جعل العرب يُركزون جهودهم ضد جيوب المقاومة المتبقية في الإمبراطورية الساسانية.[بحاجة لمصدر]
يقترح تسلسل زمني آخر أن العام 651م هو العام الذي قبل فيه رشتوني الهدنة الأولى مع العرب، وأنه قد قبل بحلول عام 652م سيادة معاوية وتم تعيينه حاكمًا على أرمينيا.[بحاجة لمصدر]
تذكر الموسوعة السوفييتية الأرمنية لعام 1978 أن قسطنطين، ردًا على خيانة رشتوني، قد حشد قواته شخصيًّا وقادهم إلى أرمينيا مع المؤامرة المتنامية ضده في القسطنطينية، ومن المفارقات أن المؤامرة كانت من قبل القائد الأرمني لجيش تراقيا. أمَّن قسطنطين أرمينيا وخلع ثيودوروس، الذي لجأ إلى جزيرة أختمار. تم تكليف القائد البيزنطي موريانوس بمهمة الدفاع عن الحدود الأرمنية. في عام 654م تم طرد موريانوس من أرمينيا إلى القوقاز وتمت استعادة ثيودوروس. ثم قرر العرب أن ثيودوروس غير جدير بالثقة، فأرسلوه إلى دمشق، حيث مات في الأسر في العام التالي. ربما تكون السنوات البديلة هي عام 655م للحملة الإسلامية التي تم خلالها نقل تيودور رشتوني إلى سوريا، وعام 656م لوفاته. تم استبداله كأمير بصهره، همازاسب الرابع ماميكونيان. تم نقل جثته إلى موطنه في منطقة رشتونيك، حيث دفن في قبر أجداده.

## الإرث
وفقًا لما ذكره مانوك أبيغيان وعدد من العلماء الآخرين، فإن شعبية رشتوني في أرمينيا تجلت في شخصية كيري توروس في القصيدة الملحمية دافيد الساسوني. كما كتب الكاتب الأرمني تسيرينتس رواية تاريخية بعنوان ثيودوروس رشتوني.

## ملحوظات
1. 1 2  Վիկտոր Համբարձումյան; Կոստանդին Խուդավերդյան, eds. (20 century), Հայկական սովետական հանրագիտարան (بالأرمنية), Հայկական հանրագիտարան հրատարակչություն, QID:Q2657718 {{استشهاد}}: تحقق من التاريخ في: |publication-date= (help)
2. ↑  Morrow، John Andrew (2017). "Cancelling the Covenants: The Issue of Annulment". Islām and the People of the Book. Cambridge Scholars Publishing. ج. 1. ص. 421. ISBN:9781527509672. اطلع عليه بتاريخ 2021-09-16.
3. 1 2 3 4 5  Kaegi، Walter (1992). Byzantium and the Early Islamic Conquests. مطبعة جامعة كامبريدج. ص. 196–197. ISBN:0-5214-8455-3.
4. ↑  Theophilus (of Edessa) (2011). Theophilus of Edessa's Chronicle and the Circulation of Historical Knowledge in Late Antiquity and Early Islam. Translated texts for historians. ترجمة: روبرت هويلاند (also introduction and notes). Liverpool University Press. ج. 57. ص. 139 (text and note 336). ISBN:9781846316975. مؤرشف من الأصل في 2023-11-26. اطلع عليه بتاريخ 2021-09-16.
5. ↑  Pasagnathes 1 at, Prosopography of the Byzantine Empire 641-867 (PBE I) online edition, كلية الملك بلندن. Accessed 2021-09-16. نسخة محفوظة 2021-09-16 على موقع واي باك مشين.
6. ↑  Whittow، Mark (1996). The Making of Byzantium, 600-1025. Berkeley: University of California Press. ص. 209. ISBN:0-520-20497-2.
7. 1 2 3  "Theodoros Rštuni". Prosopographie der mittelbyzantinischen Zeit Online/Prosopography of the Middle Byzantine Period Online (PMBZ Online) (بالألمانية). Berlin: de Gruyter. Retrieved 2021-09-16. Contains commented references to all primary sources which mention Theodore Rshtuni.
8. ↑  Whittow، Mark (1996). The Making of Byzantium, 600-1025. Berkeley: University of California Press. ص. 209. ISBN:0-520-20497-2.Whittow, Mark (1996). The Making of Byzantium, 600-1025. Berkeley: University of California Press. p. 209. ISBN 0-520-20497-2.
9. 1 2 3 4 5 6 7  باللغة الأرمنية Vardanyan, Vrezh M. «Թեոդորոս Ռշտունի» (Theodoros Rshtuni). Soviet Armenian Encyclopedia. vol. iv. Yerevan, Armenian SSR: الأكاديمية الأرمنية للعلوم, 1978, p. 172.
10. 1 2  Ter-Ghevondyan, Aram N. (1977). Армения и apaбcкий Халифат [Armenia and the Arab Caliphate] (بالروسية). Yerevan, Armenian SSR: Armenian Academy of Sciences. pp. 23–58.
11. ↑  "Theodoros Rštuni". Prosopographie der mittelbyzantinischen Zeit Online/Prosopography of the Middle Byzantine Period Online (PMBZ Online) (بالألمانية). Berlin: de Gruyter. Retrieved 2021-09-16."Theodoros Rštuni". Prosopographie der mittelbyzantinischen Zeit Online/Prosopography of the Middle Byzantine Period Online (PMBZ Online) (in German). Berlin: de Gruyter. Retrieved 16 September 2021.
Contains commented references to all primary sources which mention Theodore Rshtuni.
12. 1 2 3  Kaegi، Walter (1992). Byzantium and the Early Islamic Conquests. مطبعة جامعة كامبريدج. ص. 196–197. ISBN:0-5214-8455-3.Kaegi, Walter (1992). Byzantium and the Early Islamic Conquests. Cambridge University Press. pp. 196–197. ISBN 0-5214-8455-3.
13. 1 2  Treadgold، Warren (1997). A History of the Byzantine State and Society. Stanford University Press. ص. 310–313. ISBN:0-8047-2630-2.
14. 1 2  باللغة الأرمنية Vardanyan, Vrezh M. «Թեոդորոս Ռշտունի» (Theodoros Rshtuni). Soviet Armenian Encyclopedia. vol. iv. Yerevan, Armenian SSR: Armenian Academy of Sciences, 1978, p. 172.

## قراءة إضافية
- Hovannisian، Richard G.، المحرر (1997). The Armenian People from Ancient to Modern Times: Volume I: The Dynastic Periods: From Antiquity to the Fourteenth Century. St. Martin's Press. ISBN:978-1403964212.